# 8666 Reuter
8666 Reuter (1991 GG10) là một tiểu hành tinh vành đai chính được phát hiện ngày 9 tháng 4 năm 1991 bởi F. Borngen ở Tautenburg.